# Sukanya Srisurat
Sukanya Srisurat (taj. สุกัญญา ศรีสุราช ur. 3 maja 1995 w Si Racha) – tajska sztangistka, mistrzyni olimpijska i dwukrotna medalistka mistrzostw świata.
Na igrzyskach olimpijskich w Rio de Janeiro w 2016 roku zdobyła złoty medal. W zawodach tych wyprzedziła na podium swą rodaczkę - Pimsiri Sirikaew i Kuo Hsing-chun z Tajwanu. Był to jej jedyny start olimpijski. Zdobyła ponadto srebrny medal w tej samej kategorii wagowej na mistrzostwach świata w Anaheim w 2017 roku i rozgrywanych trzy lata wcześniej mistrzostwach świata w Ałmaty. W 2018 roku zwyciężyła na mistrzostwach świata w Aszchabadzie, jednak została pozbawiona medalu i zdyskwalifikowana za doping

## Osiągnięcia
| Rok  | Zawody                      | Miasto         | Miejsce | Kategoria | Wynik  |
| ---- | --------------------------- | -------------- | ------- | --------- | ------ |
| 2014 | Mistrzostwa świata          | Ałmaty         | 3.      | 58 kg     | 231 kg |
| 2015 | Mistrzostwa świata          | Houston        | 4.      | 58 kg     | 227 kg |
| 2016 | Letnie igrzyska olimpijskie | Rio de Janeiro | 1.      | 58 kg     | 240 kg |
| 2017 | Mistrzostwa świata          | Anaheim        | 2.      | 58 kg     | 225 kg |